# Zona del carbón

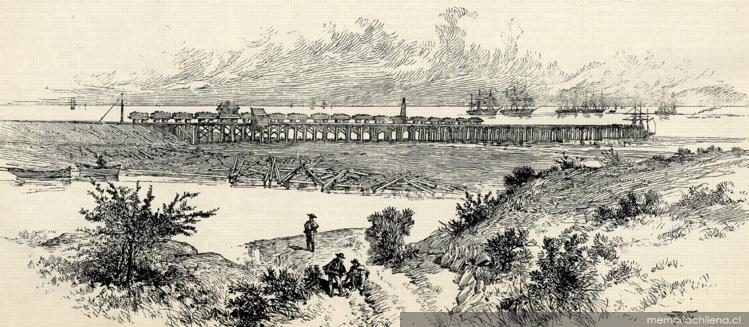
Embarcadero de carbón en Laraquete en 1889.

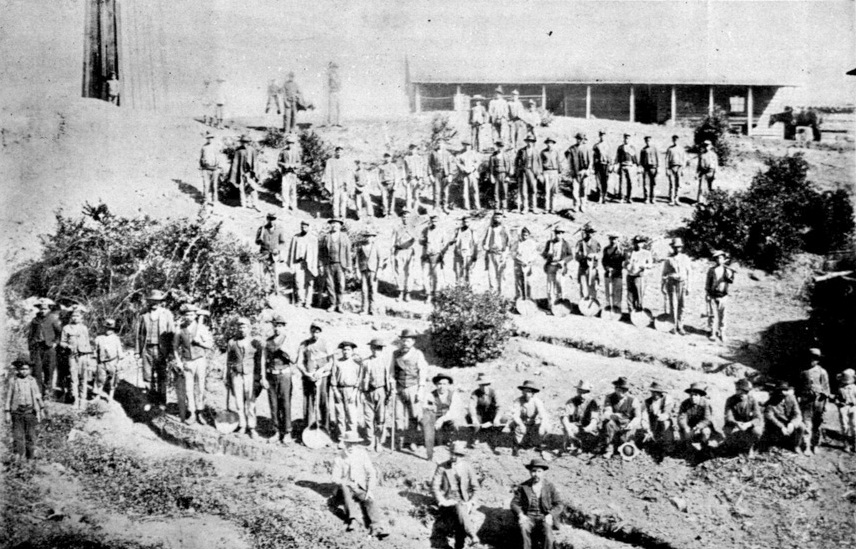
Mineros del carbón en Coronel en 1903.

Zona del carbón o Cuenca del carbón es el nombre por el que se conoce en Chile a las comunas cuya actividad principal fue la minería del carbón durante el siglo XX; Lota, Coronel y a la Provincia de Arauco. Allí se establecieron empresarios tales como Matías Cousiño y Federico Schwager, entre otros empresarios más.

## Historia
En la región costera del golfo de Arauco emergieron, a mediados del siglo XIX, las ciudades mineras de Lota y Coronel como consecuencia del requerimiento de mano de obra para las labores de extracción de carbón. Allí se establecieron empresarios tales como Matías Cousiño, Jorge Rojas, Guillermo Délano y Federico Schwager, entre otros.
A poco andar, en 1869, el agotamiento de los mantos subterráneos de Punta de Puchoco, en la actual localidad de Schwager, obligó a las empresas carboníferas a profundizar las labores y extenderlas para trabajar los mantos submarinos existentes bajo la playa y el mar. Con el paso de los años, y con la habilitación a fines del siglo XIX del ferrocarril entre Concepción y Lebu, se incorporaron a la producción carbonífera nuevos yacimientos ubicados al sur de Lota, como Trongol, Curanilahue y el mismo Lebu.
La producción de carbón, orientada en un principio al abastecimiento de las naves que cruzaban el Estrecho de Magallanes, encontró nuevos mercados al extenderse las líneas ferroviarias por el país y aumentar significativamente la demanda interna de carbón fósil. Hasta la primera mitad del siglo XX, la demanda de carbón se mantuvo medianamente estable, hasta que la generalización del uso del petróleo y la energía eléctrica en los procesos industriales y en los ferrocarriles, causó crecientes problemas de demanda a las empresas carboníferas, los que culminarían con el cierre definitivo de las minas en 1997.
En torno a las minas de Lota y Coronel, surgieron desde mediados del siglo XIX diversas instalaciones industriales sustentadas en el uso intensivo del carbón, como industrias de vidrio, ladrillos refractarios, una fundición de cobre e incluso una industria de elaboración de maderas que aprovechaba las plantaciones forestales realizadas por Luis Cousiño en los alrededores. En este sentido, los yacimientos carboníferos generaron un importante polo de desarrollo industrial en la región, permitiendo la acumulación de importantes fortunas y el desarrollo de relaciones laborales de tipo capitalista.
Ubicadas en un área fronteriza, entre la Zona central de Chile y el territorio mapuche durante el Chile colonial, las ciudades de Lota y Coronel no tardaron en convertirse en centros de atracción demográfica para la población campesina de la región. Si bien el carbón hizo posible la formación de grandes fortunas, manifestada en suntuosas mansiones y parques como el que construyó Cousiño en Lota, la precariedad de las condiciones de vida de los trabajadores fue una constante desde el comienzo de las actividades mineras, lo que a su vez generó una fuerte identidad colectiva entre sus habitantes. Los principales problemas sociales eran la falta de viviendas adecuadas, la proliferación de epidemias y enfermedades profesionales, y la escasez de establecimientos educacionales. A esto se sumaba el trato inhumano hacia los trabajadores por parte de los mandos superiores y medios, siempre descontentos por la arbitrariedad del sistema de pago, los riesgos en el trabajo y la baja calidad técnica de los obreros. Las condiciones de vida de los obreros carboníferos, crudamente retratadas por Baldomero Lillo en su libro Sub terra, dieron paso a un profundo malestar social. Esta situación, unida a la fuerte identidad social de los obreros del carbón, explotó en numerosos conflictos y huelgas, contribuyendo al desarrollo de un sindicalismo obrero de gran arraigo nacional.
En la actualidad existen dos museos en la zona que se dedican a preservar y difundir el legado histórico de la minería de aquella época: El Museo Histórico de Lota y el Museo Minero de Lebu. Asimismo, la Arquidiócesis de la Santísima Concepción administra los templos católicos ubicados en este sector a través de su «Decanato del Carbón».